# Hidenori
Hidenori（本名：石井秀憲）は、日本の作曲家、作詞家、アレンジャー、ピアニスト・キーボードプレイヤー。

## 人物
生まれと育ちは神奈川県横浜市である。

## 来歴
- 3歳からピアノに触れ始める。
- 高校時代、恩師[1]の言葉をきっかけに、洗足学園音楽大学[2]へ入学。
- 大学時代は槇原敬之のサポートコーラス[3]、卒業後は平原綾香のサポートバンドに参加[4][5]。
- 2011年にはBENIに楽曲提供した「声を聞かせて」がヒット[6][7]。
- その他、テレビ番組のBGMとしてオリジナル楽曲が採用、使用[8][9]。
- 2014年からメジャーデビュー前のUruへの楽曲の提供、サポートメンバーとして[10]ライブ活動に参加。Uruのメジャーデビュー後もアルバムへの楽曲提供[11]、ピアノ演奏[12]、サポートメンバー（ピアノ・キーボード）を担当。
- 2019年8月、自身初のオリジナルアルバム『Star in the forest』[13]をリリース[14]。
- 2020年9月、翌年1月に予定していた自身初のリサイタル「1.st piano recital 〜星が涙を流す時〜」（於：神奈川県民小ホール）の開催が予定されていたが、新型コロナウイルス感染拡大状況を考慮し、中止することを公式ブログで発表[15]。
- 2020年11月8日、白石康次郎（海洋冒険家）が「ヴァンデ・グローブ」への出場及び出港直前を特集した番組「ヨットだけで世界一周　ひとりぼっちの大冒険（テレビ朝日系）」[16]にて「Certain time」「Dream of the sea」（ともに作曲、ピアノ演奏）がBGMとして使用。
- 2020年12月25日、「MUSIC STATION ウルトラSUPER LIVE　2020 Xmas MUSIC FES[17]（テレビ朝日系）」へUruのサポートメンバー（ピアノ）として出演。
- 2021年2月27日、 TwitCasting にて「Hidenori プレミア配信コンサート Connect Your Heart ~あなたと心をつなぐ~」（無観客）の開催[18]。

## ディスコグラフィ
|     | 発売日        | タイトル           | 規格 | 収録曲             | with          |
| --- | ------------- | ------------------ | ---- | ------------------ | ------------- |
| 1st | 2019年8月12日 | Star in the forest | CD   | 1.卒業という始まり |               |
| 1st | 2019年8月12日 | Star in the forest | CD   | 2.Voice            | Gt.飯塚直斗   |
| 1st | 2019年8月12日 | Star in the forest | CD   | 3.風の中で         |               |
| 1st | 2019年8月12日 | Star in the forest | CD   | 4.Winter waltz     |               |
| 1st | 2019年8月12日 | Star in the forest | CD   | 5.Angel            |               |
| 1st | 2019年8月12日 | Star in the forest | CD   | 6.涙               |               |
| 1st | 2019年8月12日 | Star in the forest | CD   | 7.恋をして         |               |
| 1st | 2019年8月12日 | Star in the forest | CD   | 8.海への祈り       | Gt.佐々木貴之 |

## 楽曲・ピアノ演奏提供
| アーティスト名 | 曲名                         | 収録アルバム       | リリース       | 規格       | 規格品番                                | 備考                         |
| -------------- | ---------------------------- | ------------------ | -------------- | ---------- | --------------------------------------- | ---------------------------- |
| BENI           | 「声を聞かせて」             | single             | 2011年9月14日  | CD         | UPCH-80248                              | 共同作曲者名義は「秀憲」     |
| Uru            | 「星の中の君」               | 『モノクローム』   | 2017年12月20日 | CD+Blu-ray | AICL-3454〜55（初回生産限定A 映像盤）   | 作詞・作曲・編曲             |
| Uru            | 「fly」                      | 『モノクローム』   | 2017年12月20日 | 2CD        | AICL-3456〜57（初回生産限定B カバー盤） | Uruと共同作曲                |
| Uru            | 「アリアケノツキ」           | 『モノクローム』   | 2017年12月20日 | CD         | AICL-3458（通常盤）                     | 作曲・編曲・ピアノ演奏       |
| Uru            | 「Dont' be afraid」          | 『オリオンブルー』 | 2020年3月18日  | CD+Blu-ray | AICL-3840〜41（初回生産限定A 映像盤）   | 作詞・作曲                   |
| Uru            | 「横顔」                     | 『オリオンブルー』 | 2020年3月18日  | 2CD        | AICL-3842〜43（初回生産限定B カバー盤） | 作詞・作曲                   |
| Uru            | 「横顔」                     | 『オリオンブルー』 | 2020年3月18日  | CD         | AICL-3844（通常盤）                     | 作詞・作曲                   |
| 北口和沙       | 「ギフト」                   | 『ギフト』         | 2015年12月23日 | CD         | KAZU-0001・自主制作                     | 編曲・ピアノ演奏             |
| 北口和沙       | 「hide&seek」                | 『ギフト』         | 2015年12月23日 | CD         | KAZU-0001・自主制作                     | 編曲・ピアノ演奏             |
| 北口和沙       | 「おはよう／おやすみ」       | 『ギフト』         | 2015年12月23日 | CD         | KAZU-0001・自主制作                     | 編曲・ピアノ演奏             |
| 北口和沙       | 「約束の木」                 | 『ギフト』         | 2015年12月23日 | CD         | KAZU-0001・自主制作                     | 編曲・ピアノ演奏             |
| 北口和沙       | 「コーヒー（ショートver.）」 | 『ギフト』         | 2015年12月23日 | CD         | KAZU-0001・自主制作                     | 編曲・ピアノ演奏             |
| 北口和沙       | 「さくら咲く頃」             | 『ギフト』         | 2015年12月23日 | CD         | KAZU-0001・自主制作                     | 編曲・ピアノ演奏             |
| 北口和沙       | 「花言葉」                   | 『ギフト』         | 2015年12月23日 | CD         | KAZU-0001・自主制作                     | 編曲・ピアノ演奏             |
| 町あかり       | 「大丈夫よ」                 | 『収穫祭!』        | 2018年7月4日   | CD         | VICL-65014                              | 編曲・ピアノ演奏             |
| 谷口晴菜       | 「My star tears」            | single             | 2019年         | CD         | STAR-0001・自主制作                     | 作詞・作曲・編曲・ピアノ演奏 |
| 谷口晴菜       | 「誕生日」                   | single             | 2019年         | CD         | STAR-0001・自主制作                     | 作詞・作曲・編曲・ピアノ演奏 |

## 映画（作品）
- 映画「夏美のホタル」（2016年 イオンエンターテイメント配給）−主題歌「星の中の君」の提供[23][24]